# .ai
A .ai az Anguilla internetes legfelső szintű tartomány kódja.
Korlátlanul regisztrálható az off.ai, com.ai, net.ai, és org.ai domain-nevek alá.